# 帕基沙縣
3°56′S 78°40′W / 3.933°S 78.667°W
帕基沙縣（西班牙語：Paquisha），是厄瓜多爾的縣份，位於該國南部，由薩莫拉-欽奇佩省負責管轄，始建於2002年10月23日，面積260平方公里，2001年人口1,691，人口密度每平方公里6.48人。